# Sténopé

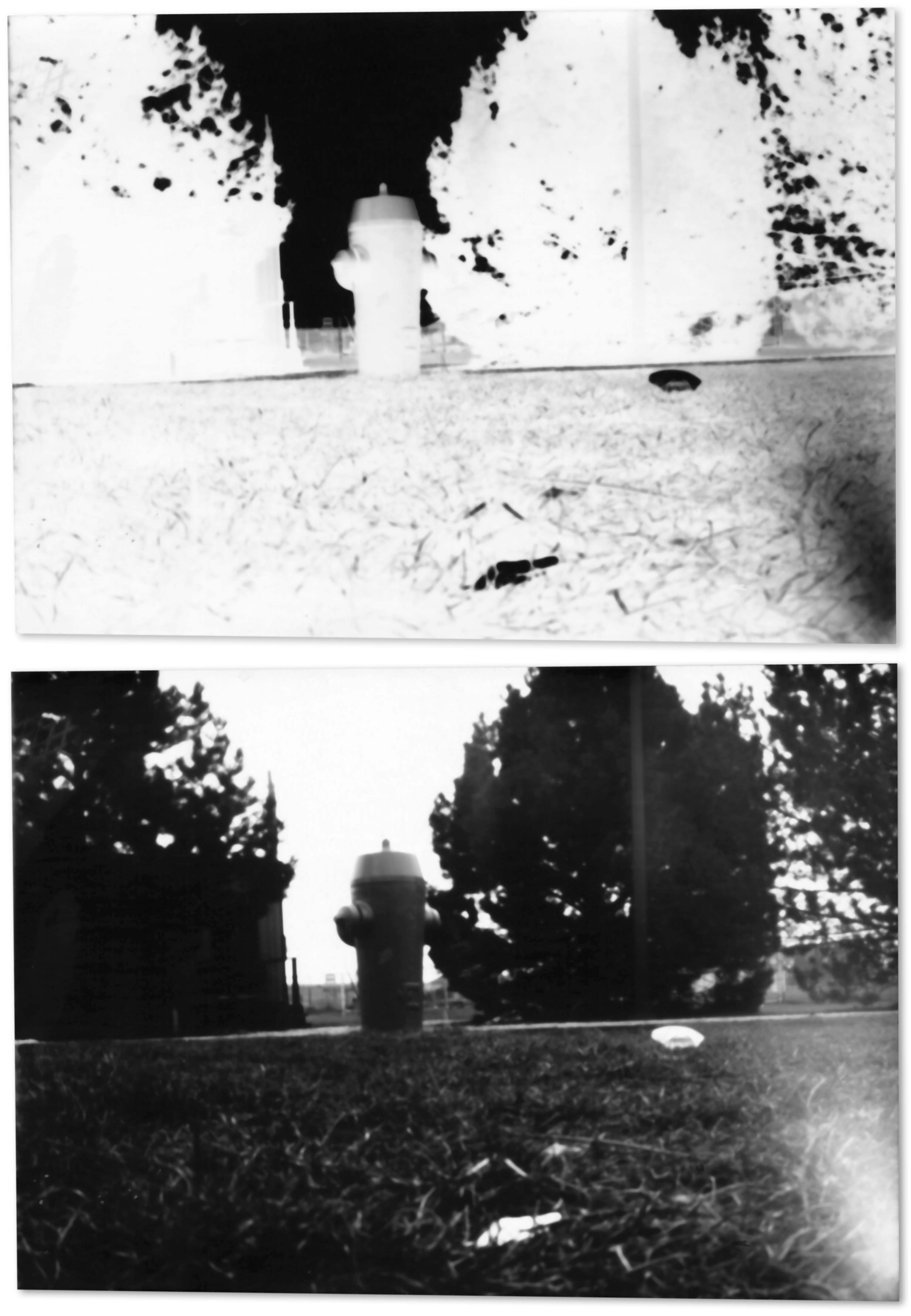
Résultat d'une captation via un sténopé : c'est la vue « négative » qui est le résultat direct, le positif s'obtient par une nouvelle transformation.

Un sténopé est un dispositif optique sans lentille permettant de former des images, et démontrant la propagation de la lumière en ligne droite. Il s'agit d'un petit trou percé dans une plaque de très faible épaisseur. C'est une forme rudimentaire de chambre noire. 
Par extension, on appelle ainsi l'appareil photographique utilisant ce dispositif.

## Historique
Le phénomène peut s'observer accidentellement. Mais on trouve le premier écrit qui y fait allusion en Chine, par Mö-tseu, environ 500 ans avant notre ère, puis dans les problèmes d'Aristote. Le scientifique arabe Ibn al-Haytham est le premier à avoir étudié et décrit méticuleusement la chambre noire. 

## Le sténopé en photographie
Bien que la question ait été posée par Eric Renner, il est impossible que la première photographie (Nicéphore Niépce) ait été prise avec un sténopé. Comme l’atteste sa correspondance avec F. Lemaitre, la première héliographie suppose l’usage d’une lentille : « Il n’y a en effet, Monsieur, de bien éclairée et de bien nette que la partie de l’image qui se trouve juste au foyer de l’objectif. » Et les expériences de Jean-Louis Marignier, physicien au CNRS, réalisées entre 1989 et 1992 confirment la durée de l'exposition, totalement incompatible avec l'hypothèse fantaisiste du sténopé. En été, l'exposition nécessaire à cette première image est de 3 jours de pose à f/4 (et non 8 heures, comme le considéraient encore certains historiens).
La première évocation d'un appareil photographique sans lentille (pinhole) est attribuée à David Brewster en 1856 et la première formule pour déterminer le diamètre du trou fut énoncée par l’autrichien Joseph Petzval en 1857.
Le futur prix Nobel John William Strutt Rayleigh établira une formule dans les années 1880 en travaillant sur les télescopes.
Eric Renner a fondé en 1984 un centre de recherches concernant le sténopé, The Pinhole Resource. Les collections numériques de la bibliothèque de l'université de New Mexico présentent plus de 6000 photographies obtenues avec des appareils à sténopé.

## Appareil photographique à sténopé
Un appareil photographique à sténopé se présente sous la forme d’une boîte dont l’une des faces est percée d’un trou minuscule qui laisse entrer la lumière. Sur la surface opposée à cette ouverture vient se former l'image inversée de la réalité extérieure, que l'on peut observer directement ou capturer sur un support photosensible, tel que du papier photographique. Comme l'œil, le sténopé capture des images inversées du monde environnant (le haut se projetant en bas, le bas en haut, la gauche à droite, etc.).
Du fait de la petite taille de l’orifice permettant à la lumière de pénétrer à l’intérieur de l’appareil, le temps nécessaire pour impressionner la surface photosensible est très long. Selon la taille de l’appareil et de l'ouverture, il peut se chiffrer en secondes ou en heures. Le trou minuscule du sténopé permet cependant une très grande profondeur de champ (parfois jugée infinie). L'image formée n'est cependant jamais vraiment nette, de sorte que la notion de profondeur de champ ne s'applique pas vraiment. Toutefois, le flou de l'image est homogène et donne alors l'impression, tant qu'il reste peu ou pas perceptible, d'une profondeur de champ infinie.

## Exemple de réalisation d'un sténopé pédagogique

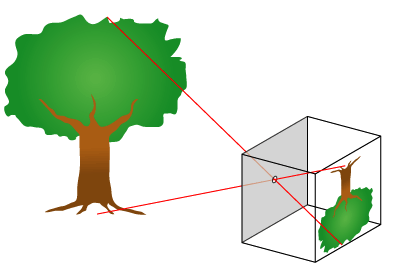
Un sténopé

La construction d'un sténopé est extrêmement simple. Il suffit d’une boîte étanche à la lumière (une boîte à chaussures, par ex.). Son intérieur gagne à être recouvert d’une substance noire et mate pour éviter la réflexion des rayons lumineux (peinture ou papier canson noir). L’une des faces est alors percée d’un petit trou, à l’aide d’une aiguille à coudre par exemple. Ce petit trou, qui est le sténopé à proprement parler, sera plus facilement percé dans un matériau différent de la chambre noire (un morceau de papier canson noir) et être monté devant celle-ci comme un objectif photographique classique.
Un papier calque placé à mi-longueur de la boîte recevra l'image inversée qui pourra être observée par transparence grâce à une fente au dos de la boîte.

## Quelques exemples d'utilisation du sténopé

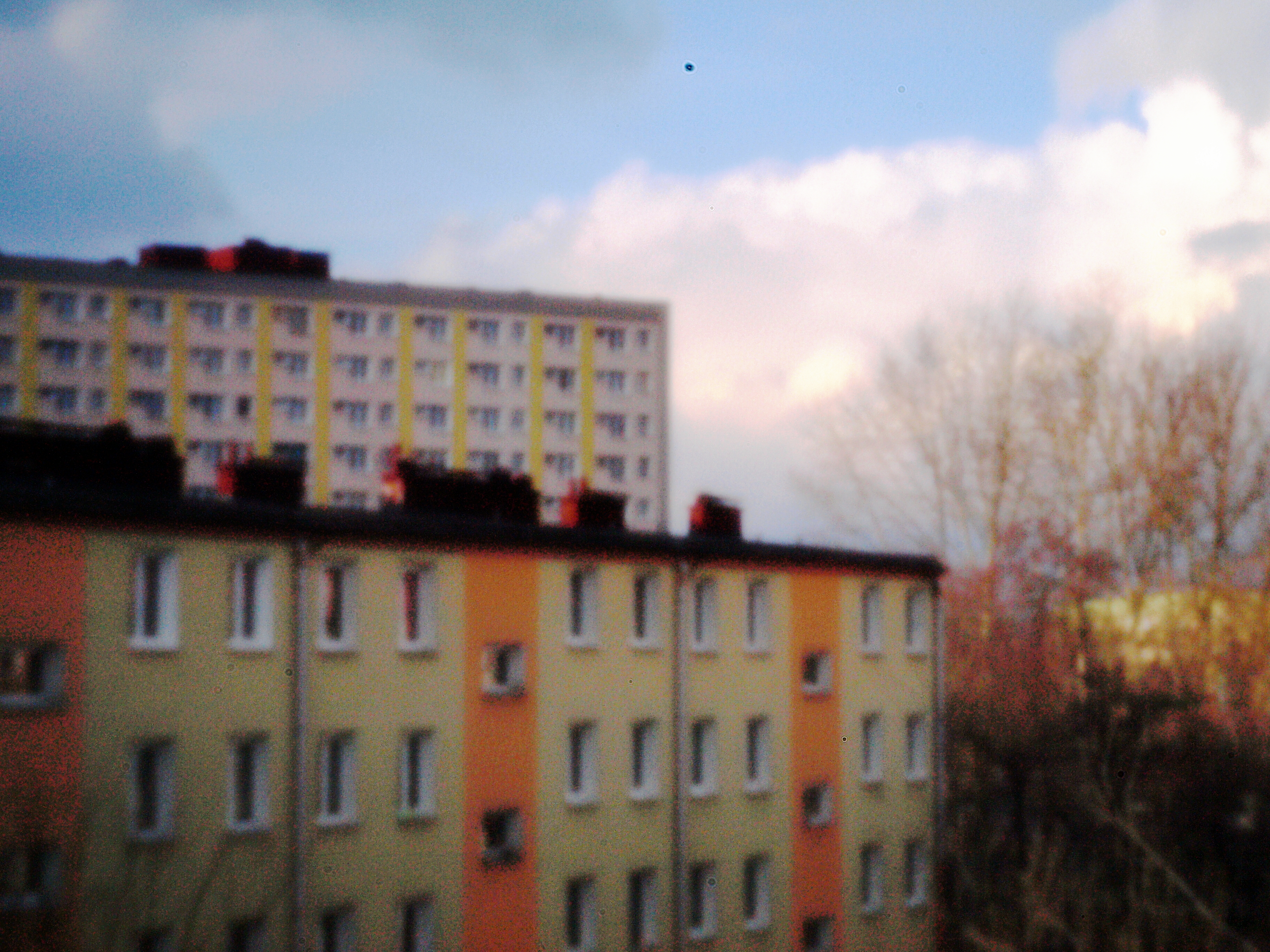
Paysage urbain capté à l'aide d'un sténopé.
Captation d'un paysage urbain à l'aide d'un sténopé pendant ~ une demi année (les courbes claires montrent le mouvement du soleil).
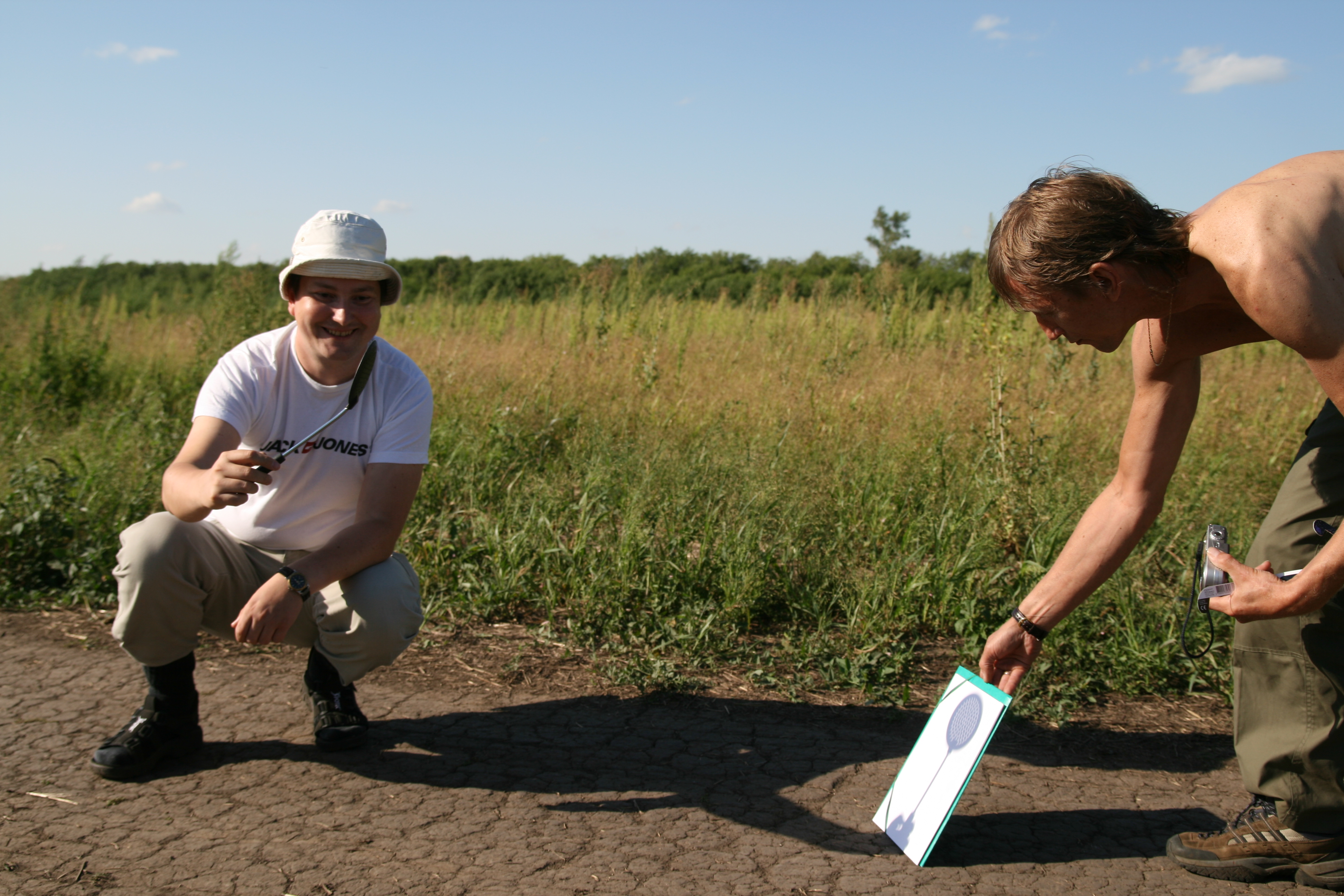
Utilisation des trous d'une écumoire comme sténopés.
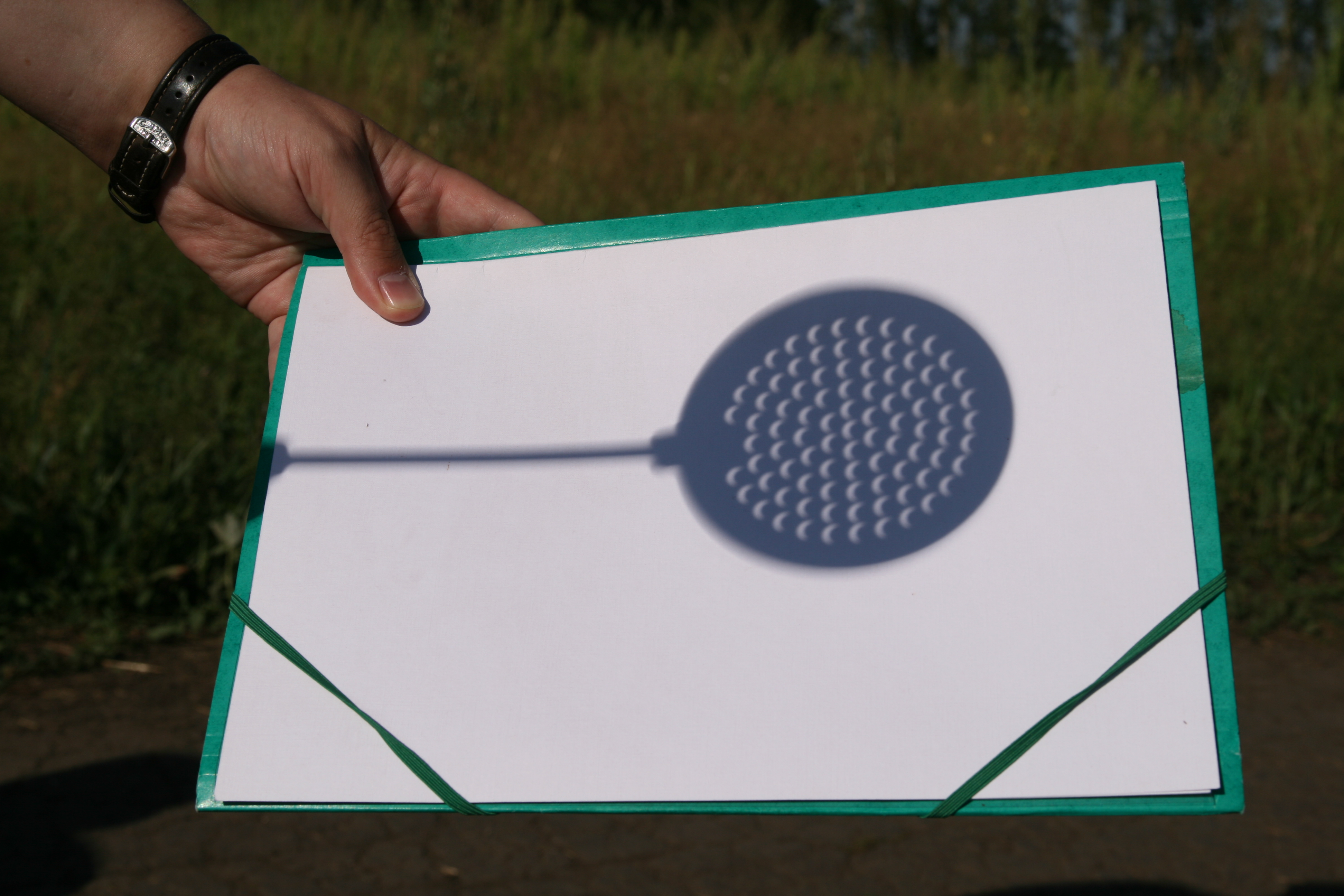
Selon que l'écumoire (lors d'une éclipse partielle de soleil) est placée verticalement ou horizontalement, l'ombre de son manche est plus ou moins nette car la source de lumière est asymétrique.
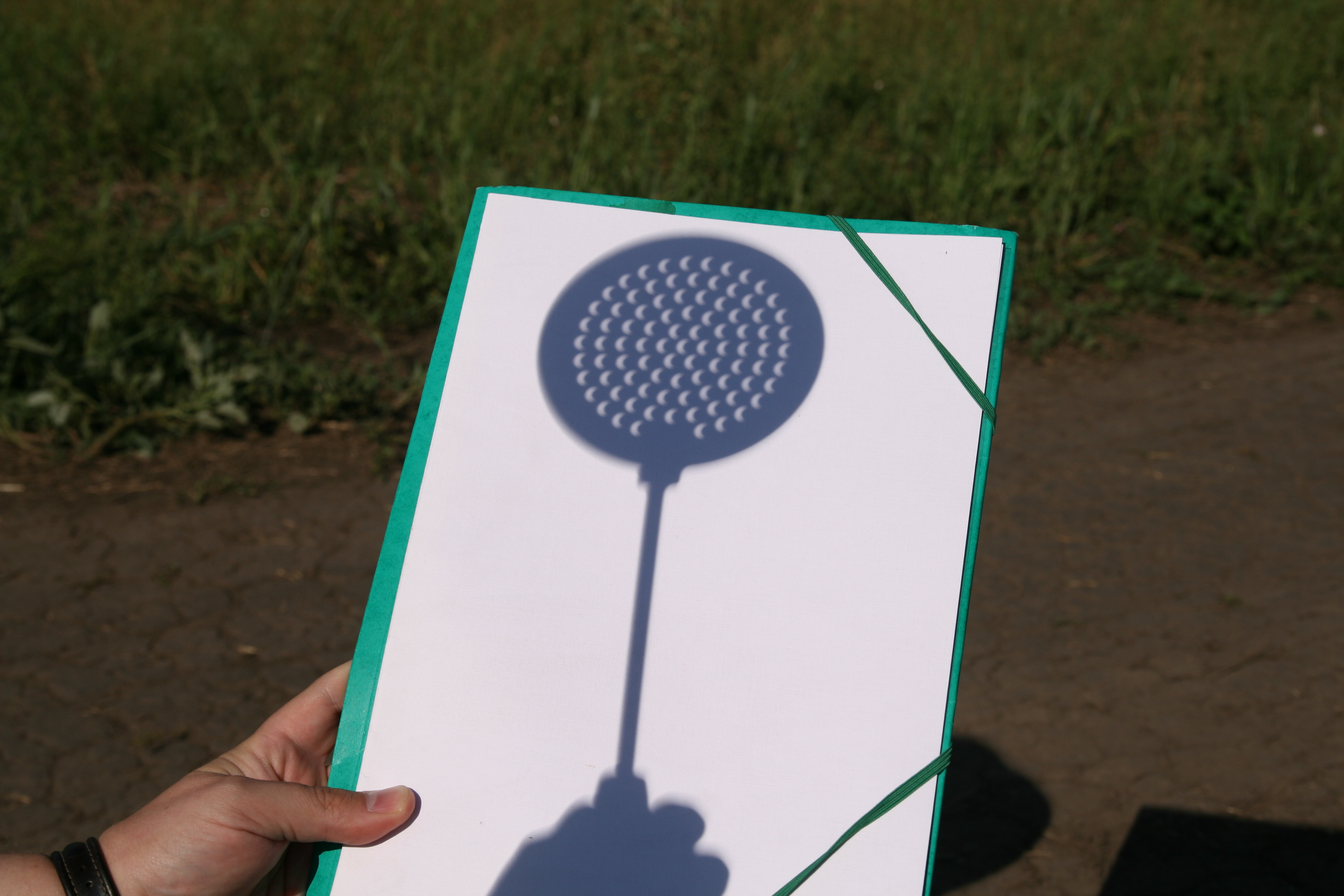
Selon que l'écumoire est placée verticalement ou horizontalement (lors d'une éclipse partielle de soleil) , l'ombre de son manche est plus ou moins nette car la source de lumière est asymétrique.
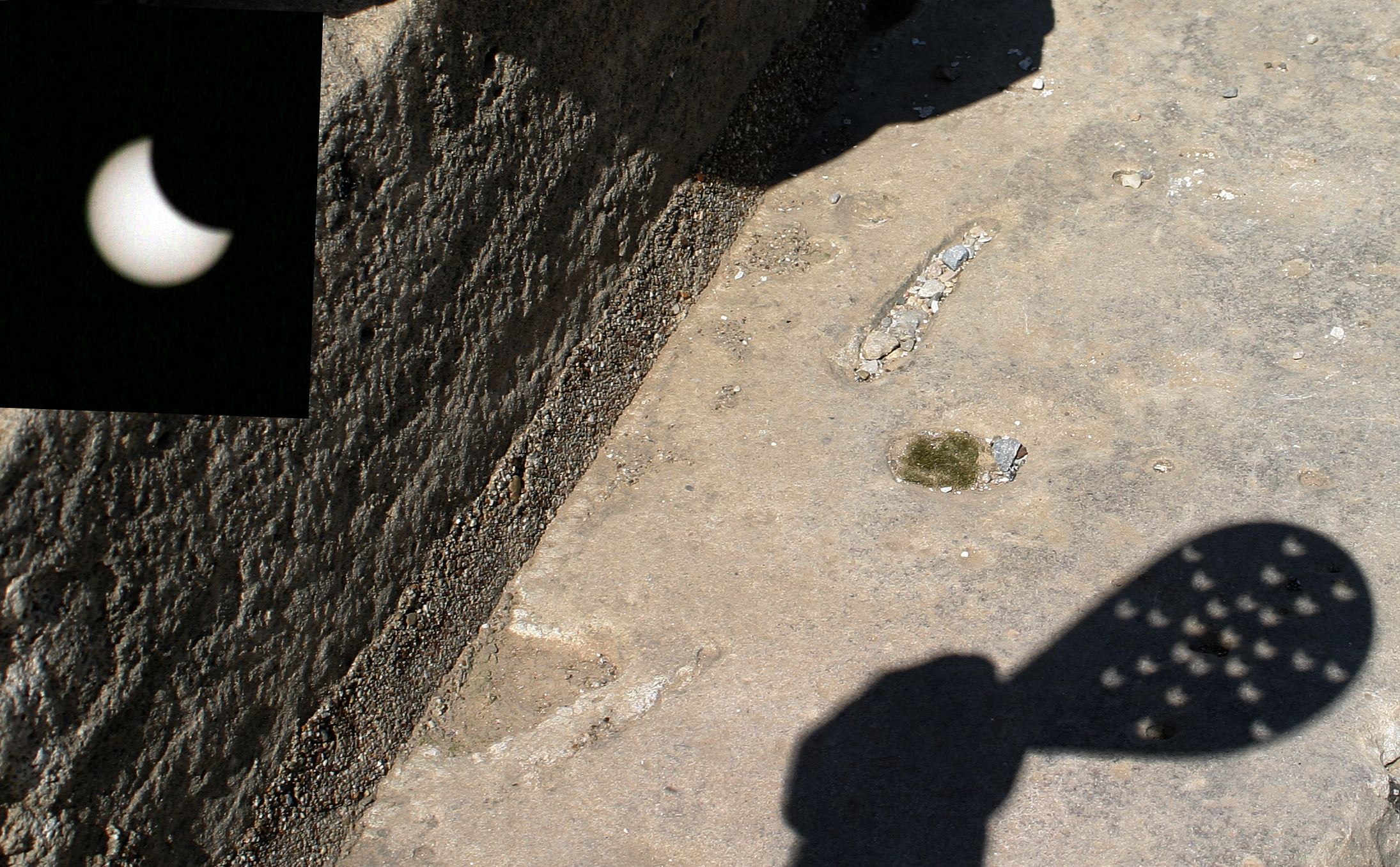
Utilisation de l'effet sténopé pour observer sans danger une éclipse à travers les trous d'une passoire.

## Phénomène naturel de sténopé

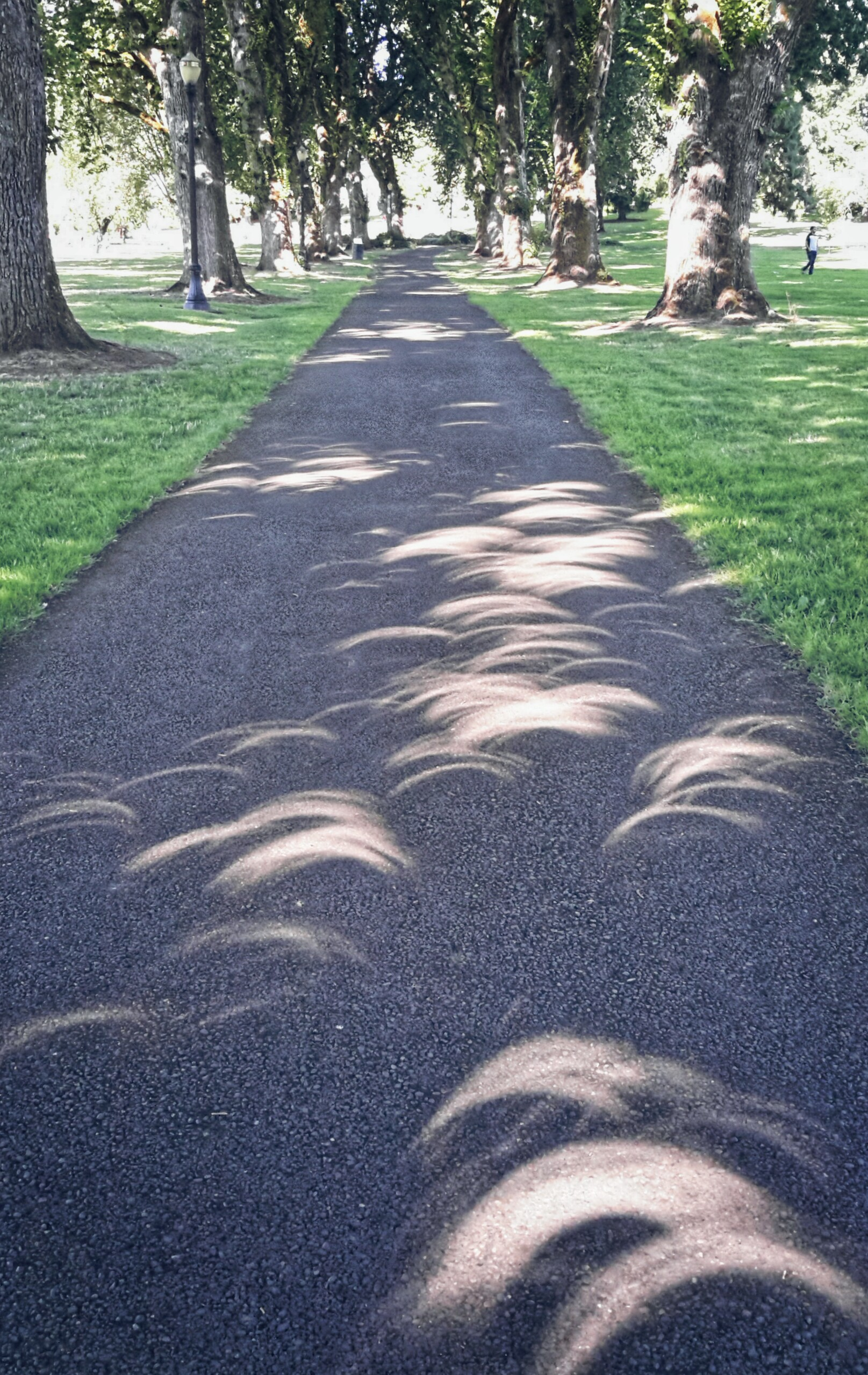
Réplique d'images d'une éclipse solaire partielle.

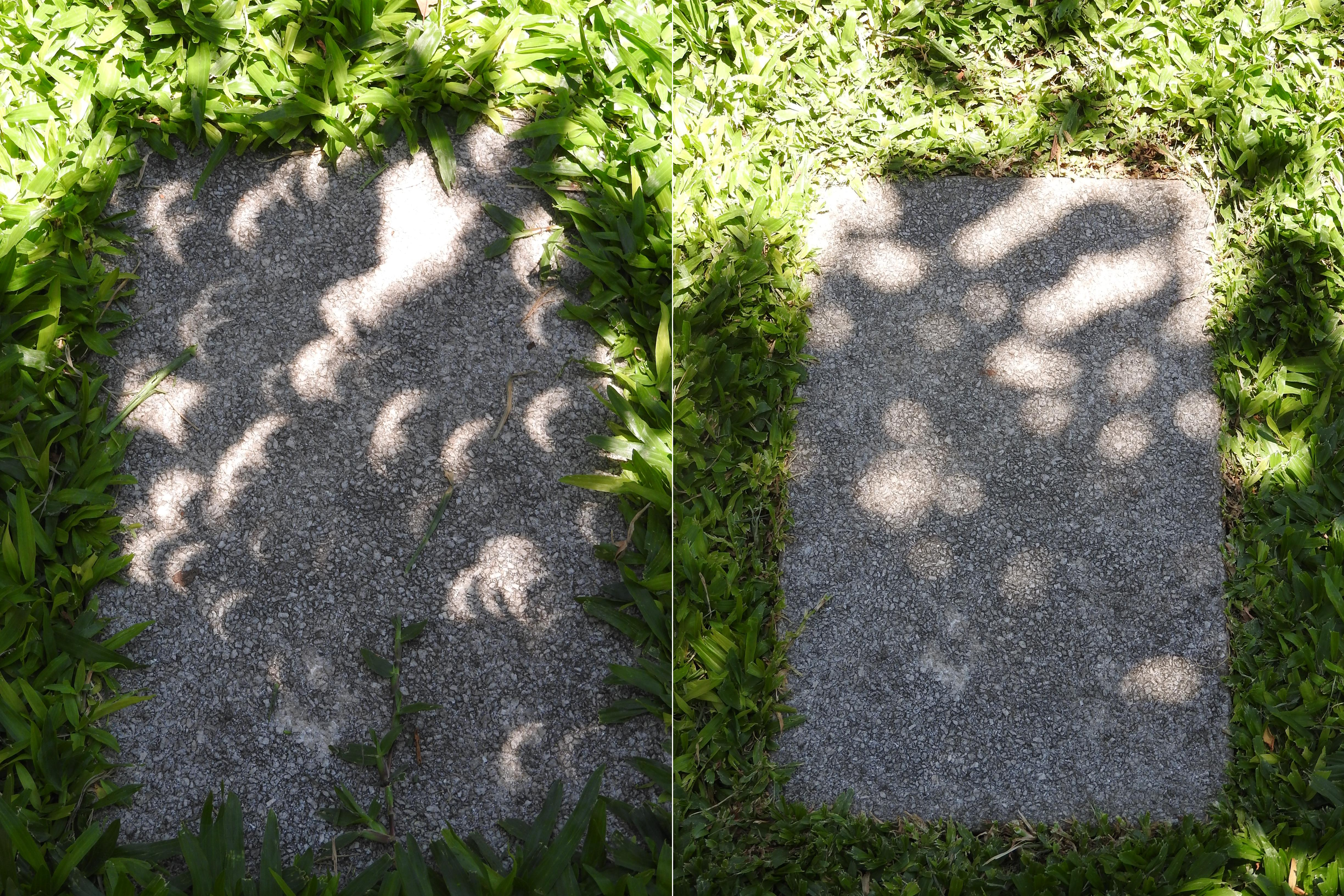
Sténopés naturels multiples formés par le feuillage d'un arbre. À gauche, pendant une éclipse, à droite un jour normal.

Un effet de caméra à sténopé peut parfois se produire naturellement. De petits « trous d'épingle » formés par les espaces entre les feuilles d'arbres qui se chevauchent créent des répliques d'images du soleil sur des surfaces planes. Lors d'une éclipse solaire, cela produit de petits « croissants » dans le cas d'une éclipse partielle ou des « anneaux creux » dans le cas d'une éclipse annulaire,.